# Шукаю людину
«Шукаю людину» (рос. «Ищу человека») — радянський художній фільм режисера Михайла Богіна. Знятий за книгою Агнії Барто «Знайти людину» на Кіностудії ім. М. Горького у 1973 році. Прем'єра фільму відбулася 24 грудня 1973 року. Дебют в кіно Лії Ахеджакової.

## Сюжет
Німецько-радянська війна розлучила багатьох — друзів, рідних, близьких і коханих. Одні змирилися, інші, не втрачаючи надії, продовжували пошуки і знаходили зниклих, навіть через багато років. Саме про таких людей і їх зустрічі розповідає фільм.

## У ролях
- Олег Жаков —  Іван Григорович
- Римма Мануковська —  Валентина Дмитрівна
- Елеонора Александрова —  Ніна Ликова
- Людмила Антонюк —  мати Ніни
- Геннадій Ялович —  брат Ніни
- Алла Мещерякова —  Маша
- Наталія Гундарева —  Клава
- Олег Балакін —  Микола
- Наталія Журавель —  Алла
- Антоніна Богданова —  мати Галі
- Олексій Чернов —  батько Галі
- Поліна Куманченко —  Марина Іваненко
- Єлизавета Уварова —  Платонова
- Тамара Дегтярьова —  Тоня
- Агнія Єлікоєва —  Віка
- Лія Ахеджакова —  Алла Кузнецова
- Маргарита Ліфанова —  Тамара Андріївна
- Ігор Добряков —  Леонід
- Аркадій Трусов —  Тимофеїч
- Галина Морачова —  Бурлакова
- Герман Журавльов —  Валерій
- Людмила Крячун —  Галя
- Людмила Іванова —  стрілочниця
- Ольга Богданова —  Люба, ткаля
- Сергій Дрейден —  архітектор
- Наталія Дрожжина —  працівниця радіо
- Лілія Захарова —  сусідка Ларіонових
- Світлана Коновалова —  Нікольська
- Артур Ніщонкін —  батько Буракової
- Зінаїда Сорочинська —  жінка з цибулею
- Єлизавета Кузюріна —  сусідка Алли
- Ксенія Козьміна —  сусідка
- Михайло Асафов —  Велехов
- Валентин Нікулін —  відвідувач лазні
- Олексій Миронов —  відвідувач лазні
- Євген Марков —  відвідувач лазні
- Раїса Рязанова —  ткаля

## Знімальна група
- Режисер — Михайло Богін
- Сценарист — Агнія Барто
- Оператор — Сергій Філіппов
- Композитор — Євген Крилатов
- Художник — Сергій Серебреніков